# 明知大學
明知大學（：／ Myeongji Daehakgyo */?），是韓國一所綜合型私立大學，創立於1948年，有兩個校區（人文校區與自然校區），分別位於首爾特別市西大門區、京畿道龍仁市；另外該校的足球校隊亦相當知名。

## 簡介
明知大學校訓為：愛、真理、奉獻，學生人數為12676人，大學院為（包括碩士、博士）2970人，教授群為382人。

## 歷史
- 1948年財團法人無窮學園設立首爾高等家庭學校正式開啟，校長金在俊就任
- 1952年2月改名為槿花女子初級大學，校長全浩徳就任
- 1955年3月槿花女子初級大學校名變更
- 1956年大學廢止改由首爾文理師範大學設立
- 1962年2月改名為文理實科大學
- 1963年9月改名為學校法人明知初級大學，同年10月升格為4年制明知大學
- 1967年12月大學院設置
- 1972年2月合併了學校法人關東大學
- 1984年設置了情報産業研究所
- 1987年新設了社會教育研究所
- 2005年現在的學部總共有9個單科大學，11個系（32個學科），10個學部（19個専攻），4個學科，大學院有43個碩士課程和34個博士課程。

## 著名校友
- 白一燮
- 李文世
- 延政勳
- 嚴基俊
- 鄭允浩（東方神起）
- 金俊秀（JYJ）
- 李晟敏
- 東海（Super Junior）
- 鐘鉉（SHINee）
- KEY（SHINee）
- 泰民（SHINee）
- 邊伯賢（EXO）
- 金婑斌（前Wonder Girls成員，休學中）
- 寶拉（Sistar）
- 東玄（Boyfriend）
- 朴智星 (前英超球隊曼聯隊員及韓國國家足球隊隊長)
- 燦多（B1A4）
- 朴寶劍
- 成旼宰（SONAMOO）
- 金柔廷（LABOUM）
- 洪恩智（Brave Girls）
- 金道英（NCT）
- 金惠京（大韩民国第一夫人；音乐治疗硕士）